# Beschermd bergmassief Oeholsko-Sjyrokoloezjansky
Het beschermde bergmassief Oeholsko-Sjyrokoloezjansky, of kortweg Oeholka-Sjyroky, (Oekraïens: Угольсько-Широколужанський заповідний масив) is een bergmassief dat ligt in het Karpatisch Biosfeerreservaat in de oblast Transkarpatië van Oekraïne. Oeholka-Sjyroky maakt sinds 2007 ook deel uit van de werelderfgoedinschrijving Oude en voorhistorische beukenbossen van de Karpaten en andere regio's van Europa van UNESCO. Op het bergmassief bestaat een oppervlakte van 88 km² uit aaneengesloten, maagdelijke beukenbossen. Dit is het grootste, onaangeraakte beukenoerwoud van het Europese continent en een relict van wat ooit 2/5 deel van de gematigde klimaatzone van Europa omvatte.

## Algemene informatie
Het beschermde bergmassief dankt zijn naam aan de kleine rivieren Loezjanka, Mala Oeholka en Velyka Oeholka. De hoogste bergtoppen worden gevormd door de Mantsjoel (1.501 meter), Oeholska Plesja (1.108 meter), Pohanska Kytsjera (1.092 meter), Vydnozjanska Kytsjera (1.072 meter) en Vezja (937 meter). Vanwege de vele oude bomen leven er vogelsoorten als witrugspecht (Dendrocopos leucotos) en oeraluil (Strix uralensis) en insecten als vliegend hert (Lucanus cervus) en alpenboktor (Rosalia alpina).